# آب‌انبار ملا
آب‌انبار ملا مربوط به دوره قاجار است و در شهرستان اردکان، روستای ترک آباد، خیابان امام خمینی واقع شده و این اثر در تاریخ ۱ مهر ۱۳۸۲ با شمارهٔ ثبت ۱۰۴۲۹ به‌عنوان یکی از آثار ملی ایران به ثبت رسیده است.